# ティベリウス・クラウディウス・ネロ (紀元前202年の執政官)
ティベリウス・クラウディウス・ネロ（ラテン語: Tiberius Claudius Nero、生没年不詳）は紀元前3世紀後期から紀元前2世紀前半の共和政ローマの政治家・軍人。紀元前202年に執政官（コンスル）を務めた。

## 出自
ネロはサビニに起源を持ち、ローマで最も有力なパトリキ（貴族）氏族の一つであるクラウディウス氏族の出身である。ネロのコグノーメン（第三名、個人名）は、彼の祖父が最初に名乗った。曽祖父はアッピア街道の建設者として知られるアッピウス・クラウディウス・カエクスと思われる。父のプラエノーメン（第一名、個人名）はプブリウスであるが、名前以外のことは分からない。いとこのガイウス・クラウディウス・ネロは紀元前207年に執政官を務めており、メタウルスの戦いでハスドルバル・バルカに勝利した。

## 経歴
紀元前204年、ネロは法務官（プラエトル）に就任、サルディニアを担当地域とした。ネロはアフリカで戦っていたスキピオ・アフリカヌスへの補給に成功している。
紀元前202年には執政官に就任、同僚のプレブス執政官はマルクス・セルウィリウス・プレクス・ゲミヌスであった。第二次ポエニ戦争は最終段階を迎えており、イタリアからアフリカに戻ったハンニバルとの決戦が予想された。このため両執政官ともアフリカに出征することを望んだ。民会は引き続きスキピオが指揮を執ることを求めたが、元老院は執政官が軍を指揮することを認め、くじ引きの結果ネロがアフリカを担当することとなった。ネロはアフリカ上陸用として五段櫂船50隻を受領した。アフリカでのネロの権限はスキピオと同じとされた。しかしネロの艦隊の出撃準備が整う前に、スキピオがザマの戦いでハンニバルに勝利したとの報告が届いた。スキピオには講和交渉を行う全権が与えられ、ネロは出撃を急ぐ必要もなくなった。それでもネロは元老院からの指令を待って準備を続けていた。ネロの艦隊はコルシカとサルディニアの沿岸に沿って航海していたが二度も嵐に遭遇し、カラリス（現在のカリャリ）で修理を行わざるを得なくなった。ネロのインペリウム（軍事指揮権）は翌年は更新されず、翌年に一私人として艦隊と共にローマに戻った。
ネロのこの行動は、スキピオがカルタゴと比較的寛容な条件で講和を結ぶ要因となった。ティトゥス・リウィウスによると、スキピオはネロと紀元前201年の執政官の一人グナエウス・コルネリウス・レントゥルスが、カルタゴを完全に破壊することを妨げたと後に繰り返し述べていた。
紀元前172年、ポリュビオスとリウィウスが共にティベリウス・クラウディウスという人物に触れている。ティベリウス・クラウディウスは東方に外交使節の一人として派遣された。ブロートンはその著作でこのティベリウス・クラウディウスはネロであるとしている。使節の目的は第三次マケドニア戦争に先立ち、ギリシアの同盟都市との関係を強化することにあった。クレタ、ロードスを皮切りに、アッタロス朝ペルガモンのエウメネス2世、セレウコス朝シリアのアンティオコス4世エピファネス、プトレマイオス朝エジプトのプトレマイオス6世と会談した。ほとんどの交渉は成功したが、ロードスの動向は疑わしかった。
ネロの死に関する記録は残っていない。

## 参考資料

### 古代の資料
- カピトリヌスのファスティ
- ティトゥス・リウィウス『ローマ建国史』
- ポリュビオス『歴史』

### 研究書
- Broughton T. "Magistrates of the Roman Republic" - New York, 1951. - Vol. I. - P. 600.
- Münzer F. "Claudius" // RE. - 1899. - Bd. III, 2. - Kol. 2662-2667.
- Münzer F. "Claudius 249" // RE. - 1899. - Bd. III, 2. - Kol. 2776-2777.
- Münzer F. "Claudius 251" // RE. - 1899. - Bd. III, 2. - Kol. 2777.
- Rodionov E. "Punic Wars" - St. Petersburg. : Publishing house of St. Petersburg State University, 2005. - 626 p. - ISBN 5-288-03650-0 .